# Castner Range National Monument

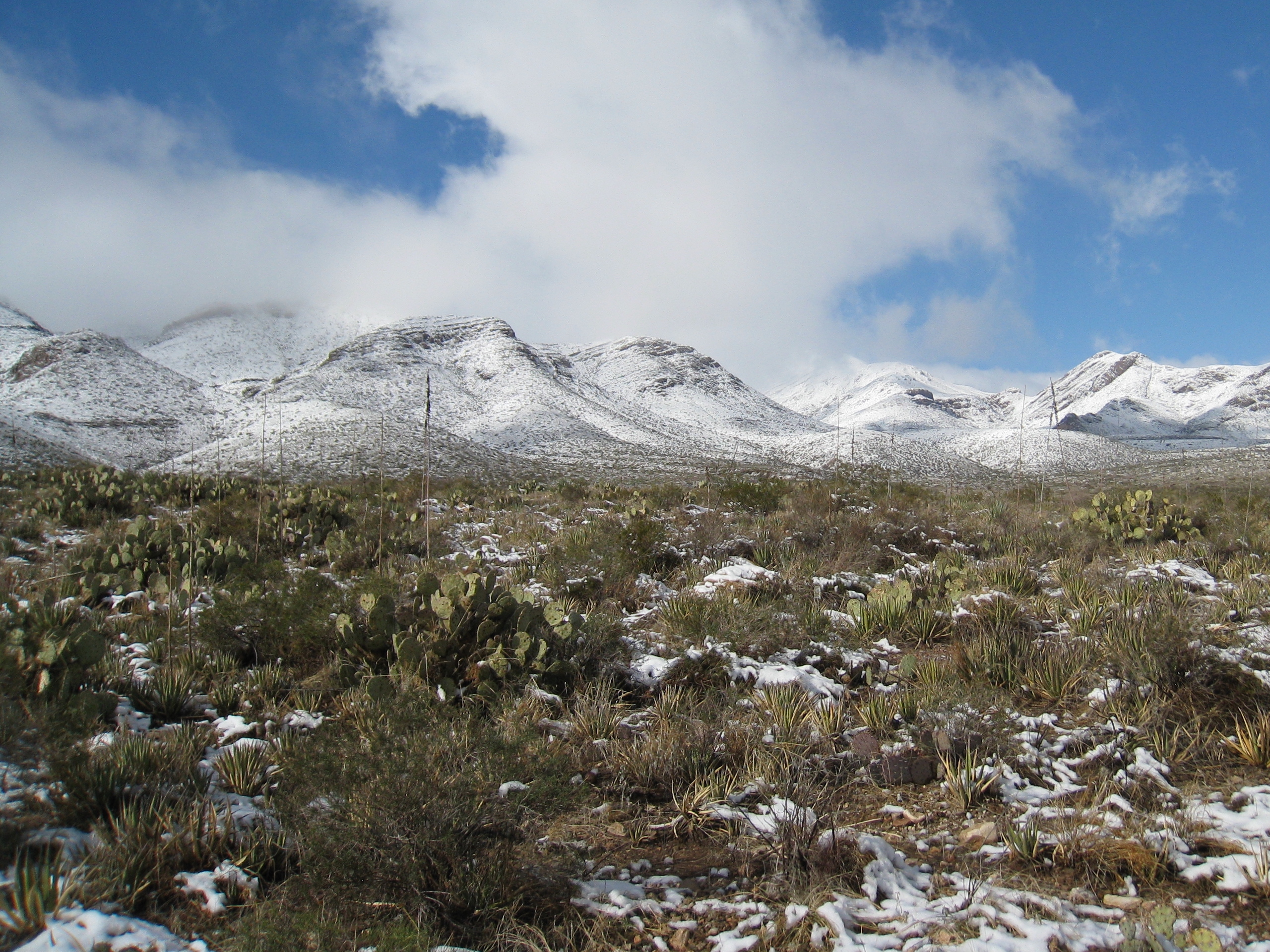
Franklin Mountains im Castner Range National Monument

Das Castner Range National Monument ist ein US-amerikanisches National Monument im El Paso County  im Westen von Texas. Es wurde durch Präsident Joe Biden durch eine Presidential Proclamation am 21. März 2023 mit einer Flächengröße von 6,672 Acres ausgewiesen. Das National Monument umfasst Landflächen im Eigentum der US-Regierung. Das National Monument ist Teil vom Militärstützpunkt Fort Bliss und wird von der United States Army verwaltet. Es ist das erste National Monument der USA, das die US-Army verwaltet. Das Monument umfasst Flächen östlich der Hänge des North Franklin Mountain, des höchsten Gipfels in diesem Teil von Texas. Es grenzt an den Franklin Mountains State Park und an El Paso. Es liegt ferner an einer Ecke an der Grenze zu New Mexico. Die ist nach General Joseph C. Castner benannt. Da die Munitionssuche im ehemaligen Truppenübungsplatz noch andauern, ist das Gelände für die Öffentlichkeit gesperrt.

## Geschichte des Gebietes

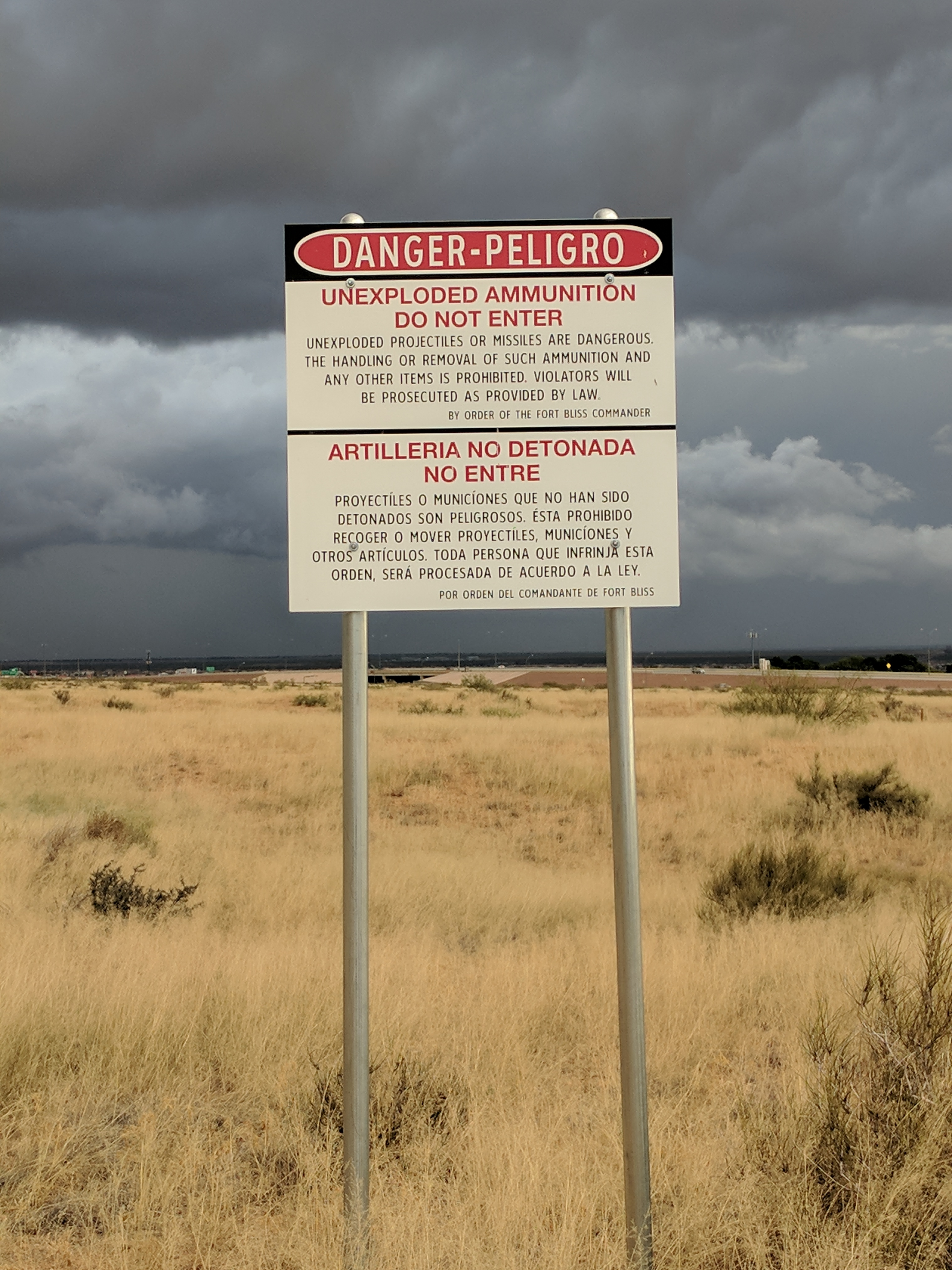
Warnhinweischild auf unexplodierte Munition in der Castner Range

In diesem Gebiet gibt es 41 archäologische Stätten, die Beweise für die Anwesenheit von Menschen aus der Zeit um 6.000 v. Chr. liefern. Darunter befinden sich drei Stätten, die im National Register of Historic Places eingetragen sind: Fusselman Canyon Rock Art District, die Northgate Site und der Castner Range Archeological District. Zu den gefundenen Artefakten gehören Petroglyphen, Keramik, Unterstände, Grabstätten und Felsmörser aus der Zeit von 250 bis 1500 n. Chr. Die Indianervölker der Apachen, Pueblos, Comanchen, Hopi und Kiowa haben historische Verbindungen zu diesem Gebiet.
Im Gebiet liegen Überreste der El Paso Tin Mine. Diese Zinnmine war um die Jahrhundertwende vom 19. auf 20. kurz in Betrieb.  Als der Zweite Weltkrieg die Nachfrage nach Zinn in die Höhe trieb, wurde die Mine 1942 kurzzeitig wieder eröffnet. Sie musste aber kurz darauf wieder geschlossen werden, weil es nicht genügend Zinn gab.
Das United States Department of the Army erwarb die Castner Range in den 1920er und 1930er Jahren. Im Jahr 1940 erfolgte die Einrichtung eines Anti-Flugzeug Training Centers in der Castner Range und Fort Bliss. Das Gebiet war das größte Flugabwehrschießplatz und Trainingszentrum der Welt. Auf der Anti-Mechanized Target Firing Range konnten US-Soldaten mit Panzerabwehrwaffen üben. Die Fundamente und andere Überreste der Anti-Mechanized Target Firing Range sind in das National Register of Historic Places aufgenommen worden.
Im Jahr 1945 wurde in Fort Bliss das 1st Anti-aircraft Guided Missile Battalion aufgestellt, das erste Raketenbataillon in der Geschichte der US-Army. Im Jahr 1948 stellte die US-Army in Fort Bliss das 1st Guided Missile Regiment auf, das später zur 1st Guided Missile Brigade wurde.  In den 1960er Jahren wurde ein als Vietnam Village bekanntes Übungsgelände errichtet und für Nahkampfübungen genutzt. Die militärische Ausbildung auf Castner Range wurde 1966 weitgehend eingestellt. Nach der Einstellung der militärischen Aktivitäten wurde ein Großteil dieser zerklüfteten Landschaft von der Natur zurückerobert.
Nach Schließung des Militärgeländes Anfang der 1970er Jahre wurden 1,230 Acres des Geländes sowohl für die öffentliche als auch für die private Bebauung freigegeben. Eine weitere Bebauung konnten 2006 Naturschutzaktivisten stoppen.
Das El Paso Museum of Archaeology mit seinem 17 Hektar großes städtisches Grundstück mit einem kurzen Naturlehrpfad und das National Border Patrol Museum liegen am Woodrow Bean Transmountain Drive und sind vom National Monument umgeben.

## Ausweisungs-Geschichte
Seit mehreren Jahrzehnten wird für den Schutz des Gebietes gekämpft. 1979 verabschiedete die texanische Parlament ein Gesetz, das es dem Texas Parks and Wildlife Department erlaubte, das Land in den neu geschaffenen Franklin Mountains State Park einzubeziehen, aber die scharfe Munition vor Ort verhinderte die Übertragung; spätere Bemühungen, dies zu tun, wurden weiterhin durch verbleibende nicht explodierte Munition sowie ein begrenztes State Park Budget behindert.
Im Jahr 2015 brachte der Abgeordnete im US-Repräsentantenhaus Beto O’Rourke einen Gesetzentwurf ein, der die Schaffung des Castner Range National Monument vorsah, der später von der Repräsentantenhaus-Abgeordneten Veronica Escobar erneut eingebracht wurde. Der Stadtrat von El Paso und der El Paso County Commissioners Court sprachen sich einstimmig für die Ausweisung aus. Innenministerin Deb Haaland besuchte die Range im März 2022 zusammen mit Escobar und verpflichtete sich, den Schutz der Natur zu fördern.
Präsident Biden gab die Ausweisung des Monuments auf dem Conservation in Action Summit des Weißen Hauses am 21. März 2023 zusammen mit der Ausweisung vom Avi Kwa Ame National Monument, als Teil der 30 by 30-Initiative, einer weltweite Initiative von Regierungen, bis 2030 30 % der Land- und Meeresfläche der Erde als Schutzgebiete auszuweisen, bekannt.
Das Gelände wird noch immer gemäß dem Comprehensive Environmental Response, Compensation, and Liability (Superfund) Act der Environmental Protection Agency von scharfer Munition und Kampfmitteln geräumt und ist daher für die Öffentlichkeit nicht zugänglich. Nur ein kleiner Teil des Geländes wurde vollständig untersucht und geräumt, wobei Schätzungen aus dem Jahr 2023 zufolge noch mehr als 4.800 unentdeckte Munitionteile vorhanden sind. Nach Abschluss der Sanierungsarbeiten soll das Monument mit Wander- und Radwegen erschlossen werden, was jedoch noch viele Jahre dauern wird.

## Geologie, Pflanzen- und Tierarten
Die Castner Range ist Teil der Chihuahua-Wüste. Die Berge des Gebietes weisen eine Diskordanz zwischen älterem Red-Bluff-Granit und neuem Sandstein der Bliss-Formation auf. Eine Formation von Castner Marble in den Ausläufern weist versteinerte Algen aus der präkambrischen Periode auf. In der Castner Range befinden sich die einzigen noch nicht erschlossenen Schwemmfächer des Gebirges.
Der Kalifornische Mohn blüht im Frühjahr überall im Gebiet. Zu den einheimischen Pflanzen gehören der Bartfaden, der Sneed’s Pincushion Cactus, Sand Prickly Pear (Opuntia arenaria) und der Night-Blooming Cereus.
Zu den Tieren, die im Gebiet leben, gehören der Bergregenpfeifer, der Steinadler, der Wanderfalke, der Baird’s Sparrow (Centronyx bairdii), der Texas Horned Lizard (Phrynosoma cornutum), der Kaninchenkauz, der Schwarzschwanz-Präriehund und die Franklin Mountain Talus Snail (Sonorella metcalfi).